# Salcia (okręg Teleorman)
Salcia – wieś w Rumunii, w okręgu Teleorman, w gminie Salcia. W 2011 roku liczyła 885 mieszkańców.